# 崇高
崇高（すうこう）とは美的範疇であり、巨大なもの、勇壮なものに対したとき対象に対して抱く感情また心的イメージをいう美学上の概念である。計算、測定、模倣の不可能な、何にも比較できない偉大さを指し、自然やその広大さについていわれることが多い。

## 概要
崇高について初めて論じたのはロンギヌスであるとされる。フランスでボワローが1674年に伝ロンギノス『崇高について』を翻訳したことから注目され、詩学の中心概念のひとつとなった。
18世紀になるとアイルランドのエドマンド・バーク（1757年の『崇高と美の観念の起源』）、ドイツのイマヌエル・カント（1764年の『美と崇高の感情に関する観察』；1790年の『判断力批判』）が崇高を主題的に論じた。両者の場合、崇高と美が対立するものであるとみなして、崇高の側に与している。巨大な自然災害である1755年リスボン地震も、自然の恐ろしさをヨーロッパの精神に刻み、崇高の概念を発達させた。その後はむしろ崇高を美の一種とみなす傾向がある。
19世紀のロマン主義以降は崇高はあまり注目されなくなった。リヒャルト・ワーグナーはベートーヴェン論『ドイツ音楽の精神』において、自己の音楽とベートーヴェンの音楽を、美に崇高が優越するそれだとしているが例外的であった。アドルノはその『美の理論』で、圧倒的に大いなるもの、圧倒的な力、に対する精神の抵抗が崇高には必要だとしている。しかしその際、カントも同じように捉えているとしているが、それは事実に反していて、カントにとって崇高が抵抗しているのは感覚的興味に対してのみである。
しかし、フランソワ・リオタールの1994年の著書『崇高論』で取り上げるなど再び議論されつつある。自身のユダヤ主義的崇高観---多様性を限定していく精神のふるまいに対して衝撃を加えていくという挑戦的姿勢のうちに崇高を見る---からマルティン・ハイデッガーの技術主義を批判したリオタールの姿勢は、結果的にそれによって、同じく技術主義のアメリカ合衆国系の崇高観に対しても批判的に対峙することになった。このリオタールの崇高論をラカンの想像界主義の展開なのだとキャサリン・ベルシーは見ている。

## 参考資料
- 桑島秀樹 『崇高の美学』 講談社〈講談社選書メチエ〉、2008年 ISBN 978-4-06-258413-5